# Hedrock l'immortale
Hedrock l'immortale (The Weapon Makers), tradotto anche come I fabbricanti d'armi,  è un romanzo di fantascienza dello scrittore canadese A. E. van Vogt, pubblicato per la prima volta nel 1943.
Costituisce la parte finale del ciclo Le armi di Isher.

## Storia editoriale
Fu pubblicato per la prima volta a puntate nei numeri di febbraio, marzo e l'aprile 1943 nella rivista Astounding Science-Fiction e poi in volume nel 1947 con una tiratura di 1 000 copie; nel 1952 il romanzo è stato pubblicato da Greenberg di New York dopo un'approfondita revisione, tutte le edizioni successive contengono questo testo.
Gli eventi hanno luogo circa sette anni dopo quelli narrati nel romanzo Le armi di Isher (The Weapon Shops of Isher, 1951), anche se la versione a puntate è stata pubblicata prima di alcune delle storie contenute in Le armi....
La prima edizione in brossura del 1955, parte di un Ace Double, fu intitolata  One Against Eternity.
Nel 1969 è stato pubblicato nel Regno Unito dalla New English Library.
La traduzione italiana di Rosetta Colli intitolata Hedrock l'immortale è stata pubblicata dalla Arnoldo Mondadori Editore per la prima volta nel 1953 nel volume n. 17 e poi di nuovo nel 1966 nel volume n. 424 sempre della collana Urania.
La traduzione italiana di Ugo Malaguti intitolata I fabbricanti d'armi è stata pubblicata dalla Libra Editrice nel 1977 nel volume n. 5 della collana I Classici della Fantascienza intitolato Le armi di Isher, che contiene anche l'altro romanzo del ciclo nella traduzione di Malaguti.
La traduzione italiana di Riccardo Valla pure intitolata I fabbricanti d'armi è stata pubblicata dalla Editrice Nord nel 1978 nel volume n. 33 della collana Cosmo oro e dalla Euroclub nel 1980 nel volume n. 3/4 (anno I) della collana Grandi Scrittori di Fantascienza, anch'essi intitolati Le armi di Isher e comprendenti anche il primo romanzo del ciclo nella traduzione di Valla. Nel 2006 la Mondadori ha pubblicato la traduzione di Valla, con il titolo Hedrock l'immortale, singolarmente nel volume n. 46 della collana Urania Collezione.